# Karawostasi
Karawostasi (gr. Καραβοστάσι, tur. Gemikonağı) – wieś na Cyprze, w dystrykcie Nikozja.